# Vitold
A Vitold germán eredetű férfinév, jelentése: erdő + uralkodó, tevékeny.  Női párja: Vitolda.

## Gyakorisága
Az 1990-es években szórványos név, a 2000-es években nem szerepel a 100 leggyakoribb férfinév között.

## Névnapok
- április 28.[2]

## Ismert Vitoldok
- Nagy Vitold litván nagyfejedelem
- Vitold Pavlovics Fokin, ukrán politikus, miniszterelnök